# イアン・ハイニッシュ
イアン・ハイニッシュ（Ian Heinisch、1988年8月5日 - ）は、アメリカ合衆国の男性総合格闘家。コロラド州デンバー出身。サンフォードMMA所属。元LFAミドル級王者。

## 来歴
幼少期に注意欠陥・多動性障害（ADHD）と診断され、学校でも落ち着きのない子供であったため見かねた両親がホームスクーリングを実施し、同時にレスリングを始めさせた。レスリングではコロラド州の高校選手権で優勝し、オールアメリカンに2度選出された。高校卒業後はノース・アイダホ大学に進学するも、両親が離婚しホームレスとなったため中退。その後は生計を立てるためにMDMAの売人となるが、約2000個のMDMAを販売した容疑で逮捕され、保釈金を支払って保釈された後に懲役実刑から逃れるためにアムステルダムへ向かう。最終的にスペインのバーで働き始め、3ヶ月間ビーチでホームレスとして生活した。その後、麻薬を密売するために南アメリカからスペインまで渡り歩くが、スペインの入国審査官がハイニッシュから約1キログラムのコカインを発見したため逮捕され、カナリア諸島の刑務所に収監された。刑期を終えて釈放された後はニューヨーク州へ向かうが、2009年にアメリカから逃亡したのにもかかわらず再入国したことで逮捕され、ライカーズ島の刑務所に収監された。釈放後は、人生を変えるために総合格闘技を始めた。

### 総合格闘技
2015年、プロ総合格闘技デビュー。11戦10勝の戦績を残し、SCLミドル級王座、LFAミドル級王座を獲得した。
2018年7月31日、Dana White's Contender Series 15でジャスティン・サムターと対戦し、グラウンドの肘打ち連打で1RKO勝ち。この勝利により、UFCとの契約権を獲得した。

### UFC
2018年11月17日、UFC初参戦となったUFC Fight Night: Magny vs. Ponzinibbioでセザール・フェレイラと対戦し、3-0の判定勝ち。
2019年5月18日、UFC Fight Night: dos Anjos vs. Leeでミドル級ランキング12位のアントニオ・カルロス・ジュニオールと対戦し、3-0の判定勝ち。
2019年8月17日、UFC 241でミドル級ランキング8位のデレク・ブランソンと対戦し、0-3の判定負け。
2019年12月14日、UFC 245でミドル級ランキング14位のオマリ・アフメドフと対戦し、0-3の判定負け。2連敗となった。
2021年2月13日、UFC 258でミドル級ランキング9位のケルヴィン・ガステラムと対戦し、0-3の判定負け。

## 戦績
| 総合格闘技 戦績 | 総合格闘技 戦績 | 総合格闘技 戦績 | 総合格闘技 戦績 | 総合格闘技 戦績 | 総合格闘技 戦績 | 総合格闘技 戦績 |
| --------------- | --------------- | --------------- | --------------- | --------------- | --------------- | --------------- |
| 19 試合         | (T)KO           | 一本            | 判定            | その他          | 引き分け        | 無効試合        |
| 14 勝           | 5               | 2               | 7               | 0               | 0               | 0               |
| 5 敗            | 1               | 1               | 3               | 0               | 0               | 0               |

| 勝敗 | 対戦相手                           | 試合結果                             | 大会名                                                    | 開催年月日     |
| ×    | ナッソーディン・イマボフ           | 2R 3:09 TKO（パウンド）              | UFC on ESPN 27: Sandhagen vs. Dillashaw                   | 2021年7月24日  |
| ×    | ケルヴィン・ガステラム             | 5分3R終了 判定0-3                    | UFC 258: Usman vs. Burns                                  | 2021年2月13日  |
| ○    | ジェラルド・マーシャート           | 1R 1:14 TKO（右フック→パウンド）     | UFC 250: Nunes vs. Spencer                                | 2020年6月6日   |
| ×    | オマリ・アフメドフ                 | 5分3R終了 判定0-3                    | UFC 245: Usman vs. Covington                              | 2019年12月14日 |
| ×    | デレク・ブランソン                 | 5分3R終了 判定0-3                    | UFC 241: Cormier vs. Miocic 2                             | 2019年8月17日  |
| ○    | アントニオ・カルロス・ジュニオール | 5分3R終了 判定3-0                    | UFC Fight Night: dos Anjos vs. Lee                        | 2019年5月18日  |
| ○    | セザール・フェレイラ               | 5分3R終了 判定3-0                    | UFC Fight Night: Magny vs. Ponzinibbio                    | 2018年11月17日 |
| ○    | ジャスティン・サムター             | 1R 3:37 KO（グラウンドの肘打ち連打） | Dana White's Contender Series 15                          | 2018年7月31日  |
| ○    | ガブリエル・チェッコ               | 1R 3:44 KO（右ストレート→パウンド）  | LFA 39: Heinisch vs. Checco 【LFAミドル級暫定王座決定戦】 | 2018年5月4日   |
| ○    | ダニエル・マドリード               | 2R 3:56 KO（右ストレート→パウンド）  | LFA 31: Moffett vs. Le                                    | 2018年1月19日  |
| ×    | マルクス・ペレス                   | 1R 2:14 肩固め                       | LFA 22: Heinisch vs. Perez 【LFAミドル級王座決定戦】      | 2017年9月8日   |
| ○    | ルーカス・ロタ                     | 1R 2:38 スカーフホールドアームロック | LFA 10: Heinisch vs. Rota                                 | 2017年4月21日  |
| ○    | ヘイワード・チャールズ             | 1R 2:14 腕ひしぎ十字固め             | SCL 53 【SCLミドル級タイトルマッチ】                      | 2016年10月15日 |
| ○    | ジェレミー・スペルツ               | 1R 4:34 スカーフホールドアームロック | SCL: AVM 7 【SCLミドル級タイトルマッチ】                  | 2016年4月23日  |
| ○    | タイラー・フォーゲル               | 5分3R終了 判定3-0                    | WSOF 29: Gaethje vs. Foster                               | 2016年3月12日  |
| ○    | ジェレミー・スペルツ               | 5分3R終了 判定3-0                    | SCL 45 【SCLミドル級タイトルマッチ】                      | 2015年10月24日 |
| ○    | ザック・ウェルズ                   | 5分3R終了 判定3-0                    | SCL 42                                                    | 2015年7月18日  |
| ○    | カナン・グリグスビー               | 5分3R終了 判定3-0                    | SCL: Army vs. Marines 6                                   | 2015年4月25日  |
| ○    | ダンテ・フローレス                 | 1R 3:06 TKO（右ストレート→パウンド） | SCL 40                                                    | 2015年1月24日  |

## 獲得タイトル
- 第4代LFAミドル級王座（2018年）
- LFAミドル級王座（2018年）
- SCLミドル級王座（2015年）